# María de la Concepción Palacios y Blanco
María de la Concepción Palacios de Aguirre y Ariztía-Sojo y Blanco de Herrera (Caracas,  9 de diciembre de 1758 - ibidem 6 de julio de 1792) fue la madre de Simón Bolívar.

## Familia
Fue la hija de Feliciano Palacios de Aguirre y Ariztía-Sojo y Gil de Arratia, (Capitán de la Primera Compañía de Criollos de Caracas en 1751; Tesorero de la Santa Cruzada y alcalde ordinario de su ciudad natal en 1752; regidor perpetuo y en sus últimos años alférez real de Caracas, descendiente del Infante Don Juan Manuel de Castilla –nieto de Fernando III de Castilla) y de Francisca Blanco Infante y Herrera, descendiente de Francisco de Infante (uno de los que acompañaron a Diego de Losada en la fundación de Caracas en el siglo XVI) y de Agustín Herrera de Sarmiento y Rojas de Ayala. En el año 1773, a la edad de 15 años, contrae matrimonio con Juan Vicente Bolívar y Ponte, solicitante del título de marqués de San Luis, con el vizcondado previo de Cocorote, y acaudalado terrateniente. De esta unión nacen cuatro hijos:
- María Antonia. Nacida en 1777.
- Juana Nepomucena. Nacida en 1779.
- Juan Vicente. Nacido en 1781.
- Simón José Antonio. Nacido en 1783

María de la Concepción Palacios, murió el 6 de julio de 1792 de tuberculosis. Como su esposo, Juan Vicente Bolívar, había fallecido seis años antes, sus hijos quedaron bajo la tutela del abuelo, Feliciano Palacios de Aguirre y Ariztía-Sojo. Éste murió un año más tarde y poco después las dos hijas contrajeron matrimonio. Los dos hijos, Juan Vicente (de 12 años de edad) y Simón (de casi diez años de edad), quedaron bajo la tutela de su tío Carlos Palacios y Blanco. 
El hijo menor de María de la Concepción Palacios y Blanco, Simón Bolívar, de adulto lideró la independencia de gran parte de América del Sur y obtuvo el título de Libertador.

## Familia de su padre: Los Palacios de Aguirre y Ariztía
La familia Palacios de Aguirre y Ariztía era oriunda de la zona de Miranda de Ebro, actual provincia de Burgos, en España. El primero de los Palacios en llegar a Venezuela fue José Palacios de Aguirre y Ariztía Sojo y Ortiz de Zárate, nació en Miranda de Ebro en 1647 y falleció en Caracas en 1703.
Su hijo, Feliciano Palacios de Aguirre y Ariztía-Sojo y Gedler, nació en Caracas en 1689 y se casó en segundas nupcias con Isabel María Gil de Arratia y Aguirre Villela. Falleció el 31 de diciembre de 1756 en Caracas. A su vez, Feliciano Palacios de Aguirre y Ariztía-Sojo tuvo otro hijo que se llamó como su padre: Feliciano Palacios de Aguirre y Ariztía-Sojo y Gil de Arratia.
Feliciano Palacios de Aguirre y Ariztía-Sojo y Gil de Arratia, más conocido como Feliciano Palacios y Sojo, fue bautizado en 1730 y se casó con Francisca Blanco de Herrera, descendiente de Francisco Infante, uno de los que acompañaron a Diego de Losada en la fundación de Caracas en el siglo XVI. Ellos fueron los padres de María de la Concepción Palacios y Blanco.
La familia Palacios-Sojo fue propietaria de las minas de cobre de Cocorote, del señorío de Aroa, una hacienda de añil en el valle de Suata, de dos hatos de ganado del Totumo y Limón en los Llanos; tres haciendas de cacao en Barlovento (Curiepe, Caucagua) y Capaya y dos haciendas de caña de azúcar en Guatire.